# Сокольники (палац спорту)
Палац спорту «Сокольники» — колишня спортивна споруда в Москві.

## Історія
Палац спорту «Сокольники» було відкрито 14 квітня 1956 року на території однойменного парку культури та відпочинку. Спочатку на місці нинішнього ПС була лише хокейна коробка, оточена трибунами, під якими знаходилися приміщення для спортсменів. Унаслідок проведення в Москві змагань з волейболу Універсіади-1973 арену було вирішено реконструювати, внаслідок чого над нею з'явився дах.
10 березня 1975 року у Палаці спорту «Сокольники», після завершення товариського матчу між юніорською збірною СРСР та канадською юніорською командою «Беррі Кап», сталася тиснява через жувальну гумку «Wrigley», в якій загинула 21 людина.
У 1975 році було прийнято рішення про те, що «Сокольники» стануть однією з арен Олімпійських ігор 1980 року. Під час дворічної реконструкції під дах арени було вбудовано п'ятиповерхову будівлю. У ньому розмістилися тренажерний зал, роздягальні для спортсменів, приміщення для тренерів, адміністрації палацу, пресцентр, бари, буфети, ресторан, магазин спортивних товарів. Також на стадіоні було встановлено два електротабло. Під час Олімпійських ігор у «Сокольниках» проходив гандбольний турнір.
Наразі на території палацу функціонують два тенісних корти, тренувальний хокейний майданчик зі штучним льодом, спортивні майданчики для гри в гандбол та міні-футбол, містечко загальнофізичної підготовки з комплектом тренажерів та гімнастичних снарядів, а також два тренажерні зали та два зали хореографії.
«Сокольники» є основною базою підготовки спортсменів товариства «Спартак» з хокею та фігурного катання.
Знесено у другій половині грудня 2021 року.

## Найбільші змагання
- Літня Універсіада (1973)
- Літні Олімпійські ігри (1980)
- Всесвітні юнацькі ігри (1998, 2002).